# Institut Torchwood
L'Institut Torchwood (Torchwood Institute généralement appelé Torchwood) est une organisation secrète fictive des séries télévisées britanniques de science-fiction Doctor Who et Torchwood. Il a été créé par la reine Victoria en 1879 pour protéger la Grande-Bretagne contre la menace extraterrestre, acquérir la technologie extraterrestre et accessoirement capturer le Docteur.
Le mot Torchwood est une anagramme de Doctor Who (citée pour la première fois dans l'épisode Le Grand Méchant Loup de Doctor Who). C'est aussi le nom familier donné en anglais à la famille de plante Burseraceae.
Dans la série Doctor Who, il existe plusieurs branches de l'Institut Torchwood, évoqués dans divers épisodes, dans plusieurs villes, et à plusieurs époques. La maison mère, responsable de la direction de l'organisation est déplacée de ville en ville selon les époques. Diverses branches sont fondées, parfois en parallèle de la maison mère, dans une ville distante ; les branches les plus fréquemment vues ou mentionnées dans les deux séries sont celles de Londres et Cardiff.
L'histoire de Torchwood est notamment le fil rouge de la saison 2 de Doctor Who (deuxième série, 2006). La branche de Cardiff (Torchwood 3) est la base de la série Torchwood créée en  2006.

## Les différentes branches

### Torchwood 1, Londres
L'origine de Torchwood 1, la maison mère de Torchwood, est expliquée dans Un loup-garou royal, l'épisode 2 de la saison 2 de Doctor Who. En 1879, en Écosse, le Docteur et Rose rencontrent la reine Victoria qui décide, lors de la dernière minute de l'épisode, de créer l'Institut Torchwood (Torchwood Institute) avec pour mission d'enquêter sur les manifestations paranormales et de veiller à maintenir le Docteur hors d'Angleterre (celui-ci étant déclaré ennemi de la Couronne).  
Le nom Torchwood est une référence à la maison Torchwood, le nom de la demeure de Sir Roberts près de Aberdeen en Écosse attaquée par un loup-garou dans cet épisode.
Plusieurs autres allusions à l'Institut Torchwood sont faites au cours de la saison 2.
Dans les deux derniers épisodes de la saison 2 (L'Armée des ombres et Adieu Rose), le Docteur et Rose se trouvent à l'Institut Torchwood à Londres dans le quartier de Canary Wharf. L'Institut est alors le point de départ d'une invasion de Cybermen, et c'est après la bataille appelée « bataille de Canary Wharf » que l'Institut Torchwood 1 est détruit.
Dans une parodie de l'émission Le maillon faible de l'épisode Le Grand Méchant Loup de Doctor Who, on apprend que la Grande Pyramide de Cobalt a été construite sur les restes de l'Institut Torchwood.
Le Capitaine Jack Harkness, présent dans des épisodes de Doctor Who (saison 1, dès l'épisode Drôle de mort), travaille pour Torchwood après avoir été capturé par des agents de l'institut en 1899 (épisode Fragments de Torchwood).
Ianto Jones, futur agent de Torchwood 3, était aussi un agent de Torchwood 1.

### Torchwood 2, Glasgow
La seule information disponible sur la branche de Glasgow est qu'un « homme très étrange » ("a very strange man") y travaille (épisode Tout change de Torchwood).
Un e-mail vu dans la saison 3 de Torchwood suggère qu'elle a été dissoute.

### Torchwood 3, Cardiff
Torchwood 3 a été créé peu après Torchwood 1 pour étudier et surveiller la faille spatio-temporelle traversant Cardiff.
Le 31 décembre 1999, Alex, le dirigeant de Torchwood 3, tue tous les membres de son équipe à l’exception de Jack Harkness, ce dernier étant immortel. Alex se suicide, Jack devient ainsi le chef de Torchwood 3. Lorsqu’il prend le commandement de Torchwood 3 à Cardiff, il coupe progressivement les liens avec Torchwood 1 (jusqu'à ce que la destruction de la maison mère le rende complètement indépendant). Il crée une nouvelle équipe totalement indépendante, celle œuvrant dans la série Torchwood (dont la diffusion commence trois mois et demi après la fin de la saison 2 de Doctor Who) dont les membres sont :
- Dr. Owen Harper ;
- Toshiko Sato ;
- Ianto Jones ;
- Suzie Costello ;
- Gwen Cooper (remplaçant Suzie au début de la série).

Jack souhaite rompre avec la politique de Torchwood 1 et se donne comme mission de protéger le monde.
L'institut Torchwood 3 se trouve sous la Water Tower de la Place Roald Dahl de Cardiff. Le QG est appelé le « Hub ».
Ianto et Gwen, présents dans la base de Torchwood à Cardiff, participent à la fin de la saison 4 de Doctor Who (seconde invasion des Daleks). Owen et Toshiko sont décédés précédemment à la fin de la saison 2 de Torchwood.
Au début de la saison 3, Les enfants de la terre, le gouvernement ordonne la destruction de Torchwood 3 et la liquidation de ses membres. Jack, Gwen et Ianto survivent. Par la suite, Ianto est tué dans une confrontation avec les extraterrestres. Jack quitte la Terre.
Le Miracle fait revenir Jack sur Terre au début de la saison 4 Le Jour du Miracle et fait aussi sortir Gwen Cooper de sa retraite secrète. Ils sont transférés aux États-Unis par Rex Matheson. Trahis par la CIA, Rex Matheson et Esther Drummond se joignent à Jack et Gwen pour recréer un Torchwood clandestin qui opère d'abord depuis Washington mais s'échappe bientôt vers Los Angeles.

### Torchwood 4
La localisation de cette filiale est inconnue. Elle est décrite comme disparue ("missing").